# Os Mercenários
The Expendables (prt/bra: Os Mercenários) é um filme de ação estadunidense de 2010 escrito por David Callaham,  e também escrito e dirigido por Sylvester Stallone, que também estrelou no papel principal. O filme é co-estrelado por Jason Statham, Jet Li, Dolph Lundgren, Randy Couture, Terry Crews e Mickey Rourke. O filme foi lançado nos Estados Unidos, Brasil e Portugal em 13 de agosto de 2010. Trata-se do primeiro filme da série The Expendables. Este foi o primeiro filme lançado no cinema de Dolph Lundgren desde 1995 quando fez Johnny Mnemonic, e último filme de cinema de Steve Austin até 2013 quando foi lançado Grown Ups 2.
O filme é sobre um grupo de mercenários de elite encarregado de uma missão para derrubar um ditador latino-americano a quem eles logo descobrem ser um mero fantoche controlado por um ex-implacável oficial da CIA James Munroe. The Expendables presta homenagem aos filmes de ação de grande sucesso da década de 1980 e início de 1990. Foi distribuído pela Lionsgate.
O filme recebeu críticas variadas dos analistas, mas se tornou um sucesso financeiro, estreando em número um nas bilheterias dos Estados Unidos, Reino Unido, China e Índia. As suas sequências, The Expendables 2 e The Expendables 3 foram lançadas em 2012 e 2014, respectivamente.

## Sinopse
Uma equipe de mercenários altamente treinados, vão em uma missão para Golfo de Aden na costa da Somália, deter os piratas locais de executar os reféns em um navio mercante. A equipe é liderada pelo ex-SAS Barney Ross (Sylvester Stallone), e composta pelos seus companheiros, Lee Christmas (Jason Statham), Yin Yang (Jet Li), Gunner Jensen (Dolph Lundgren), Hale Caesar (Terry Crews) e Toll Road (Randy Couture). Durante a missão Jensen demonstra instabilidade emocional, como resultado de seus problemas psicológicos e uso de drogas, por causa disso Ross relutantemente tira Jensen do grupo. A equipe em seguida, viaja para Nova Orleans.
Ross e seu rival mercenário Trench Mauser (Arnold Schwarzenegger) visitam uma igreja para encontrar um homem, que leva o nome de "Mr. Church" (Bruce Willis). Church oferece uma missão em Vilena, uma ilha no meio do Golfo do México e América do Sul, para derrubar um ditador brutal, General Garza (David Zayas). Ocupado com outras coisas, Trent dá o contrato para Ross.

## Elenco
| Personagem    | Ator / Atriz          |
| ------------- | --------------------- |
| Barney Ross   | Sylvester Stallone    |
| Lee Christmas | Jason Statham         |
| Yin Yang      | Jet Li                |
| Hale Caesar   | Terry Crews           |
| Toll Road     | Randy Couture         |
| Gunnar Jensen | Dolph Lundgren        |
| Tool          | Mickey Rourke         |
| Sandra        | Giselle Itié          |
| James Munroe  | Eric Roberts          |
| General Garza | David Zayas           |
| Lacy          | Charisma Carpenter    |
| Trench Mauser | Arnold Schwarzenegger |
| Paine         | Steve Austin          |
| Sr. Church    | Bruce Willis          |
| Paul          | Hank Amos             |
| Cheyenne      | Lauren Jones          |
| Unknown       | Jammile Vitória       |

Além disso, Bruce Willis e Arnold Schwarzenegger aparecem em participações especiais sem créditos como Mr. Church e Trench Mauser, respectivamente, embora Willis foi creditado no cartaz. O filme apresenta os lutadores de artes marciais brasileiros Rodrigo "Minotauro" Nogueira e Rogério "Minotouro" Nogueira como guarda-costas e Lateef Crowder dos Santos em acrobacias. Tiago "Rex" La'Marca e Andres "Amigo Imaginário" Ramos, do Jovem Nerd, participaram como guarda-costas figurantes do General Garza.
O roteirista David Callaham escreveu The Expendables a um produtor da Warner Bros.. Seu rascunho do roteiro, eventualmente, chamou a atenção de Sylvester Stallone, que assumiu o controle do projeto e re-escreveu o roteiro.

## Produção
Produção do filme começou em 3 de março de 2009, com um orçamento de US$82 milhões.
As filmagens começaram 25 dias mais tarde, no Rio de Janeiro e outras localidades do Brasil, incluindo Mangaratiba, Niterói, Baía de Guanabara, Colônia Juliano Moreira e Parque Lage. Após as gravações no Brasil, a qual o país não teve menção nos créditos do filme, e durante a Comic-Con, Sylvester Stallone declarou sobre o país, “Você pode explodir o país inteiro e eles ainda dizem obrigado. E te dão um macaco para você levar de volta para casa”. Logo em seguida, se desculpou publicamente, por meio de um comunicado divulgado pela distribuidora do filme no Brasil, a Califórnia Filmes. Ainda assim, a declaração gerou revolta dos brasileiros que promoveram boicote ao filme. As filmagens originalmente terminaram em 25 de abril, mas foi mantido em 11 de maio, em Elmwood e New Orleans, Louisiana, incluindo o French Quarter, St. Peter Street, Fort Macomb, Claiborne Avenue e o viaduto Interstate 10. As filmagens terminaram oficialmente em1.º de julho, mas em 27 de outubro houve uma cena filmada em uma igreja em Los Angeles, Califórnia com Stallone, Schwarzenegger e Willis (os dois últimos fazendo a cena sem remuneração, de acordo com Stallone no comentários do diretor no Blu-ray Disc). Em 2 de junho, a West Coast Customs Street Customs, uma companhia de remodelação de automóveis, construíu três personalizados 1955 Ford F100s para Sylvester Stallone para o filme. Um foi construído para uma cena do acidente, o segundo para a tela verde e o terceiro para Stallone conduzir. O hidroavião usado para as filmagens é um Grumman HU-16 Albatross e o navio usado como cenário para a cena de abertura foi um russo SA-15 Igarka.

Em agosto de 2010, empresa brasileira O2 Filmes de Fernando Meirelles, Paulo Morelli e Andrea Barata Ribeiro divulgou um comunicado dizendo que ainda estava em dívida cerca de R$3 milhões para o seu trabalho no filme. Em comunicado, a Nu Image/Millenium Films respondeu:

Caros, A Nu Image/Millenium Films fez até o momento mais de 270 filmes no mundo inteiro nos últimos 20 anos. As alegações de que a O2 Filmes, no Brasil, está tentando fazer contra nós, para o benefício financeiro deles próprios, são categoricamente e universalmente falsas. A seguir os fatos que podemos documentar: Para as filmagens no Brasil, o orçamento original era de US$ 2,9 milhões. Nós rapidamente percebemos que o valor não era realista e aumentamos o orçamento para US$ 3,5 milhões. Quando as filmagens terminaram no Brasil ambas as partes, incluindo a O2, concordaram em um orçamento ou custo de aproximadamente US$ 4,9 milhões. Ao fim e ao cabo, por conta de uma questão de seguro e perdas no câmbio, acabamos repassando para a O2 exatamente US$ 5,564 milhões. Em 28 de abril de 2009 nós recebemos um e-mail de confirmação da Andrea, da O2 filmes, declarando que "o dinheiro transferido é suficiente para cobrir o orçamento da produção". Além da soma de dinheiro endereçada à O2 Filmes, Nu Image também pagou diretamente aos fornecedores brasileiros aproximadamente U$1.4 milhão, reunindo no total brasileiro cerca de U$ 7 milhões, U$ 4.1 milhões a mais do que a estimativa inicial da O2. Estes são os fatos e gostaríamos de reiterar que todo e qualquer requerimento feito pela O2 foi pago. Estamos muito decepcionados que alguém tenha espalhado falsa informação sobre a empresa.

### Elenco
Jean-Claude Van Damme foi pessoalmente oferecido um papel de Stallone, mas recusou porque ele sentiu que não havia substância ou desenvolvimento para o personagem.
Stallone disse que Van Damme disse-lhe que ele deveria "estar tentando salvar as pessoas em South Central". Na estreia do filme, Stallone afirmou ter falado com Van Damme por telefone e disse: "Eu te disse!", para a qual Van Damme concordou e expressou seu pesar por não participar. No entanto, Van Damme viria a aparecer como o principal antagonista, Jean Vilain, na sequência do filme.
O papel de Hale Caesar foi concebido inicialmente como um papel para Wesley Snipes, que foi co-estrela do outro filme de Stallone Demolition Man. Snipes recusou o papel por causa de seus problemas fiscais, e não é capaz de deixar os Estados Unidos sem a aprovação do tribunal. Mais tarde, foi reescrito para Forest Whitaker.
Devido a um conflito de agendamento antes das filmagens, Whitaker foi substituído por 50 Cent antes do papel de Hale Caesar finalmente ter ido para o ex-jogador da NFL Terry Crews.
Steven Seagal foi convidado a fazer uma participação especial, mas recusou a oferta devido a experiências negativas com o produtor Avi Lerner.
Robert De Niro, Al Pacino, Ben Kingsley, e Ray Liotta foram todos considerados para o papel de James Munroe antes de Eric Roberts, co-estrela de The Specialist acabar sendo escalado para o papel.
Em maio de 2009, o roteiro passou por uma série de regravações. A outra estrela de Demolition Man Sandra Bullock teve espalhado boatos que teria um papel no filme, mas revelou que ela nem sabia sobre o projeto. Apesar da notícia, ela se expressou interessada em trabalhar em outro filme de ação e teria gostado de aparecer no filme, de acordo com o enredo.
O papel do homem que contrata os Mercenários, o Sr. Church, era difícil lançar. Schwarzenegger foi oferecido esse papel, mas em vez disso apareceu como companheiro e líder mercenário Trench. O papel foi então oferecido ao co-estrela de Stallone de Tango & Cash Kurt Russell, cujo agente respondeu que não estava interessado em "conjunto agindo no momento".
Stallone passou vários meses após a filmagem principal determinado a encontrar um grande nome da ação para o papel. Rumores sugerem que o papel tinha sido oferecido ao amigo e companheiro e ex co-proprietário da Planet Hollywood Bruce Willis, que estava ocupado filmando Cop Out. Escolha de Willis como o Sr. Church foi confirmada em agosto de 2009, como foi o fato de que ele iria aparecer em uma cena com tanto Stallone e Schwarzenegger.

## Lançamento
O filme teve uma data de lançamento agendada original estabelecido a 23 abril de 2010, mas mais tarde foi adiado quatro meses, até 13 de agosto, para prolongar o tempo de produção. Em 17 de março de 2010, o cartaz internacional oficial para o filme foi lançado.
Um trailer promo (destinado a profissionais do setor) foi vazado na internet em agosto de 2009.
Em outubro, quase dois meses depois de o trailer promo vazar, foi lançado oficialmente online. O trailer promo foi editada por Stallone e foi exibido no Festival de Cinema de Veneza. Em 1 de abril de 2010, o trailer oficial do filme foi lançado. O filme teve sua tapete vermelho de estreia em Hollywood em 3 de agosto de 2010. A grande estreia do filme foi realizada no Planet Hollywood Resort and Casino em Las Vegas Strip em Paradise, Nevada em 10 de agosto de 2010.

### Home media
O corte de cinema de Os Mercenários foi lançado em DVD/Blu-ray Disc em 23 de novembro de 2010. A Blu-ray Disc é um pacote combo de 3 discos.
Uma versão do diretor prolongado do filme era para ser lançado por fora para o início de 2011 em DVD/Blu-ray Disc, mas foi lançado pela primeira vez na televisão a cabo em seu lugar. A versão do diretor foi lançado em Blu-ray Disc em 13 de dezembro de 2011. Um documentário de 90 minutos chamado Inferno: The Making of The Expendables foi lançado exclusivamente para o lançamento da versão estendida em Blu-ray.

#### Versão estendida do diretor
A premiere foi exibida no canal Epix em 30 de maio de 2011 para o fim de semana do Memorial Day. A versão contém cerca de 11 minutos de cenas adicionais, nunca antes vistas e reintroduz a canção de Shinedown "Diamond Eyes" para a trilha sonora, tanto durante o tiroteio clímax e, novamente, nos créditos finais, e a canção "Sinners Prayer" de Sully Erna nos novos créditos de abertura.

## Recepção

### Bilheteria
O filme fez sua estreia nos EUA em 3,270 cinemas com cerca de 4,300 telas, que lhe valeu a posição #10 na lista dos "maiores lançamentos independentes de todos os tempos", no Box Office Mojo e o ponto nº16 em sua lista de abertura superior fins de semana para agosto. O filme arrecadou $34.8 milhões em sua semana de estreia e tomou a posição #1 nas bilheterias dos EUA.
No dia de seu lançamento, o filme arrecadou $13.3 milhões em vendas, superando os $9.7 milhões de soma da estreia do último filme de ação do verão anterior The A-Team.
Brandon Gray do Box Office Mojo afirmou que o filme "teve uma liderança em sua estreia", em comparação com os filmes concorrentes Eat Pray Love e Scott Pilgrim vs. the World.
Pesquisa pela Lionsgate revelou que entre 38% e 40% dos espectadores do filme eram do sexo feminino. Os resultados foram inesperados, para um filme pensado para ter recurso limitado para os espectadores do sexo feminino.
The Expendables permaneceu na primeira posição na bilheteria dos EUA durante seu segundo fim de semana, ganhando um total final de semana de quase $17 milhões.
A partir de 17 dezembro de 2010, o filme fez $103,068,524 nos EUA e $171,401,870 na bilheteria internacional, trazendo um bruto mundial de $274,470,394.

### Resposta da crítica
A revisão no Rotten Tomatoes mostra que 42% dos críticos deram ao filme uma revisão positiva com base em comentários por 210 críticos.
No Metacritic, que atribui uma normalizada classificação de 100 a comentários de críticos, o filme recebeu uma média pontuação de 45, com base em 35 comentários. Pesquisas de CinemaScore, no entanto, refletir aprovação público sólido com um B + nota média.
O crítico Rubens Ewald Filho classificou-o como "filminho B bem reles, mas “assistível”.

### Prêmios
| Prêmio            | Categoria                  | Assunto                    | Resultado |
| ----------------- | -------------------------- | -------------------------- | --------- |
| Framboesa de Ouro | Pior Diretor               | Sylvester Stallone         | Indicado  |
| Saturn Award      | Melhor Filme Ação/Aventura | Melhor Filme Ação/Aventura | Indicado  |

## Música
Compositor Brian Tyler anunciou em seu site oficial que havia sido contratado para escrever música original para o filme. Tyler já trabalhou com Stallone em Rambo em 2008.
Vocalista do Godsmack Sully Erna foi abordado pelo próprio Stallone para escrever uma canção para o filme. Erna mostrou-lhe uma potencial peça inacabada de "Sinners Prayer" e Stallone gostou e queria usá-lo no filme. No entanto, durante a pós-produção do filme, a cena que "Sinner's Prayer" foi originalmente concebido para ser usado foi reformulado e a música foi retirada do filme e sua trilha sonora. A banda de hard rock americana Shinedown contribuiu com uma nova faixa, "Diamond Eyes (Boom-Lay Boom-Lay Boom)", gravado especialmente para o filme, mas a música não aparece no filme, nem em sua trilha sonora oficial. A canção foi usada no trailer e a peça final foi lançado em 15 de junho de 2010. Ambas as canções foram finalmente utilizadas para o corte do diretor estendida do filme.
Um dos trailers alternativos usa a música "Paradise City" de Guns N' Roses.
A canção "The Boys Are Back in Town" de Thin Lizzy jogado em comerciais de TV e é jogado sobre os créditos.
A trilha sonora para o filme foi lançado em 10 de agosto. A lista de faixas foram reveladas.
Lista de faixas
| The Expendables: Original Motion Picture Soundtrack |                        |         |  |
| N.º                                                 | Título                 | Duração |  |
| 1.                                                  | "The Expendables"      | 3:22    |  |
| 2.                                                  | "Aerial"               | 2:58    |  |
| 3.                                                  | "Ravens and Skulls"    | 4:49    |  |
| 4.                                                  | "Lee and Lacy"         | 2:15    |  |
| 5.                                                  | "Massive"              | 3:24    |  |
| 6.                                                  | "The Gulf of Aden"     | 6:56    |  |
| 7.                                                  | "Lifeline"             | 4:29    |  |
| 8.                                                  | "Confession"           | 2:56    |  |
| 9.                                                  | "Royal Rumble"         | 3:41    |  |
| 10.                                                 | "Scanning the Enemy"   | 3:47    |  |
| 11.                                                 | "The Contact"          | 1:31    |  |
| 12.                                                 | "Surveillance"         | 3:27    |  |
| 13.                                                 | "Warriors"             | 3:49    |  |
| 14.                                                 | "Trinity"              | 4:19    |  |
| 15.                                                 | "Waterboard"           | 3:01    |  |
| 16.                                                 | "Losing His Mind"      | 2:37    |  |
| 17.                                                 | "Take Your Money"      | 2:41    |  |
| 18.                                                 | "Giant with a Shotgun" | 3:57    |  |
| 19.                                                 | "Time to Leave"        | 1:55    |  |
| 20.                                                 | "Mayhem and Finale"    | 5:47    |  |

## Sequência
The Expendables 2 foi lançado em 17 de agosto de 2012 como o segundo capítulo da franquia The Expendables. Ao contrário do original, o filme arrecadou mais do que o primeiro filme, com $312.5 milhões, bem como recebeu uma resposta crítica mais positiva.